# Hlíðverjar
Hlíðverjar (Hlidhverjar, del nórdico antiguo: Defensores de la colina) fue un clan familiar de Islandia cuyo origen se remonta a la Era vikinga y la figura histórica de Sighvat el Rojo. Dominaron Hlíð (llthhð), en la región de Rangárvallasýsla. Uno de sus grandes caudillos en Islandia fue Sæmundur suðureyski, que lideraba una rama del clan, los Sæmundarniðjar.